# Выборы в Великобритании
Выборы в Великобритании бывают пяти типов: выборы в Палату общин Соединённого Королевства (обычно называемые парламентскими или всеобщими выборами), выборы в делегированные парламенты и ассамблеи (Шотландия, Уэльс и Северная Ирландия), местные выборы, выборы мэра и выборы комиссаров полиции. В каждой из этих категорий также могут проводиться дополнительные выборы. Голосования проводятся в День голосования, обычно в четверг. Начиная с 2011 года все выборы проводятся через определённые периоды времени, хотя в некоторых ситуациях могут проходить досрочные выборы в парламент и делегированные ассамблеи и парламенты. В Великобритании используются пять избирательных систем: мажоритарная система относительного большинства, система множественного голосования без права передачи голоса, система единого передаваемого голоса, смешанная избирательная система и система дополнительного голоса.
Выборы проводятся на местном уровне: в каждом органе местного самоуправления нижнего уровня за процедуру голосования отвечает ответственное лицо, а за составление и ведение списков избирателей — сотрудник по регистрации избирателей (за исключением Северной Ирландии, где Избирательная комиссия берёт на себя обе обязанности). Национальная Избирательная комиссия устанавливает стандарты и издаёт руководящие принципы для ответственных лиц и сотрудников по регистрации избирателей на местах, отвечает за общенациональное управление выборами (например, регистрацию политических партий и проведение общенациональных референдумов), а также контролирует прозрачность и честность финансирования партий и выборных кампаний.

## История
В Королевстве Англии, частью которого с 1542 года стал Уэльс, лишь небольшая часть взрослого мужского населения имела возможность участвовать в формировании Парламента, который в первый раз собрался в 1236 году. С 1432 года право избирать имели только фригольдеры, получающие не менее 40 шиллингов дохода с собственной земли. Парламент Шотландии развивался отдельно от английского, но, опять же, право избирать имела лишь небольшая часть взрослых мужчин. Билль о правах 1689 года в Англии и Закон о правах 1689 года установили принципы регулярного парламента и свободных выборов, но к моменту возникновения Соединённого королевства никаких существенных изменений в избирательном праве не произошло.
Точно так же история местного самоуправления в Англии простирается на тот же период, что и выборы мэров городов, и развитие городских советов, происходящее со времен средневековья. Местное самоуправление в Шотландии и Уэльсе развивалось отдельно.

### XIX век
Институты, созданные после Славной революции доказали свою успешнность в сдерживании правительства и обеспечении защиты прав собственности. Акт о реформе 1832 года (иногда известный как Закон о Великой реформе) ознаменовал переход от феодального принципа формирования парламента к демократическому, предоставив представительство в Палате общин большим городам, возникшим в ходе промышленной революции и лишив представительства в палате так называемые «гнилые местечки». Кроме того, снизив имущественный ценз, закон в три с половиной раза увеличил количество лиц, имеющих право голоса, до 14 % взрослого мужского населения. За счёт упразднения «гнилых местечек» (в них ранее избиралось 112 депутатов) и перераспределения мандатов районов, которые имели непропорциональное представительство, промышленные города получили 142 места в нижней палате. Началось составлениея списков избирателей создан. Парламентская реформа 1832 года стала первым большим шагом на пути к равному представительству.
Между 1838 и 1848 годами социальное и политическое движение известное как «чартизм», подало около шести петиций, среди требований которых были право голоса для всех взрослых мужчин и тайное голосование. Акт о реформе 1867 года вновь перераспределил места в Палате общин, передав Лондону и промышленным городам 42 мандата от районов, имевших непропорциональное представительство. Кроме того, право голоса было предоставлено владельцам или съёмщикам отдельных домов либо квартир, либо комнат, если арендная плата составляла не меньше 10 фунтов стерлингов в год. Количество лиц, имеющих право голоса, выросло примерно на 2/3, до 32 % взрослого мужского населения. В основном прирост произошел за счёт жителей городов — мелких буржуа, ремесленников и квалифицированных (высокооплачиваемых) фабричных рабочих. Отныне депутаты должны были учитывать этих новых избирателей. Некоторые политические партии решили стать национальными партиями.
Акт о голосовании 1872 года заменил открытые выборы на тайное голосование. Акт о предотвращении коррупции и противоправных действий 1883 года криминализировал попытки подкупа избирателей и стандартизировал суммы, которые можно было потратить на избирательные расходы. Акты о народном представительстве 1884 года (Закон о третьей реформе) и о перераспределении мест 1885 года увеличили электорат до 56 % взрослого мужского населения.
С момента создания Соединённого Королевства и до Великой реформы 1832 года женщины могли голосовать на парламентских выборах, пусть и в редких случаях как владельцы собственности, право голоса за мужчинами закреплял обычай, а не закон. Законы принятые в 1830-х годах окончательно определили избирателей как «лиц мужского пола». На местных выборах незамужние женщины-налогоплательщицы получили право голоса в 1869 году. Это право было подтверждено Актом о местном самоуправлении 1894 года и распространено на некоторых замужних женщин. К 1900 году право голосовать на выборах в местные органы власти в Англии имели более 1 миллиона женщин.

### XX век
Акт о народном представительстве 1918 года расширил электорат, включив в него всех мужчин старше 21 года и большинство женщин старше 30 лет. Позже в том же году закон предоставил женщинам старше 21 года право баллотироваться в депутаты. Первой женщиной, избранной в нижнюю палату Палату общин, была Констанция Маркевич в том же 1918 году. Однако она отказалась занять своё место, следуя политике своей партии Шинн Фейн принимать участие в выборах в британский парламент, но не участвовать в его работе, после чего она была вновь арестована). Виконтесса Астор, избранная в 1919 году, была второй женщиной, ставшей депутатом, и первой, сидящей в Палате общин. Акт о равных правах 1928 года снизил минимальный возраст для голосования для женщин с 30 до 21 года, что впервые сделало мужчин и женщин равными с точки зрения избирательного права. Акт о народном представительстве 1949 года отменил дополнительные голоса для выпускников (университетские округа) и владельцев коммерческих помещений. Однако ещё в 1968 году в Северной Ирландии на местных выборах было разрешено голосовать только собственникам или арендаторам жилья и их жёнам, что привело к лишению избирательных прав и искажению информации об общинах и в итоге вызвало в 1969 году массовые беспорядки в Дерри, которые стали сигналом для начала массовых беспорядков во всей стране и фактическим началом конфликта в Северной Ирландии.
Акт о народном представительстве 1969 года снизил возрастной ценз с 21 до 18 лет. Акт о народном представительстве 1985 года предоставил британским гражданам за рубежом право голосовать в течение пяти лет после того, как они покинули Соединённое Королевство. Акт о народном представительстве 1989 года продлил срок до 20 лет; кроме того, граждане, которые были слишком молоды, чтобы голосовать, когда они покинули страну, также получили право голоса.

### Реформа 1997 года
До 1997 года в Великобритании было только три типа выборов: в палату общин, в местные органы власти и в Европейский парламент. Большинство выборов проводились по системе относительного большинства. В Северной Ирландии выборы в местные органы власти и европейские выборы проводились по системе единого передаваемого голоса (СЕПГ). Реформы лейбористов привели к появлению выборные собраний для Лондона, Шотландии и Уэльса, а также выборных мэров в некоторых городах. Кроме того, впервые в Великобритании за пределами Северной Ирландии появилось пропорциональное представительство.
Смешанная система была введена в 1999 году для выборов в недавно созданные делегированные парламенты и ассамблеи: Парламент Шотландии, Парламент Уэльса и Ассамблея Лондона, а СЕПГ использовалась для недавно созданной Ассамблеи Северной Ирландии. Система региональных партийных списков (закрытые списки) была введена на европейских выборах, где ранее использовалась традиционная мажоритарная система, хотя Северная Ирландия продолжила использовать СЕПГ.
Лейбористы приняли Акт о политических партиях, выборах и референдумах 2000 года, в соответствии с которым была создана единая общенациональная Избирательная комиссия, которая с 2000 года отвечает за проведение выборов и референдумов по всей стране и в ограниченной степени регулирует финансирование партий. Помимо этих ноавций закон сократил период, в течение которого британские экспатрианты могут голосовать, с 20 лет после эмиграции до 15.
В 2006 году возраст кандидата для участия в выборах в Великобритании был снижен с 21 до 18 лет.
Лейбористы также внесли много изменений в избирательную администрацию, что повлияло на то, как проводятся выборы. Изменения включали голосование по почте по запросу, непрерывную регистрацию и некоторые инновационные пилотные проекты, такие как интернет-голосование.

### Реформы после деволюции в Шотландии
Используя полномочия, предоставленные деволюцией, парламент Шотландии дважды расширял избирательные права, находящиеся под его контролем, а именно права выбирать в парламент Шотландии и в местные органы власти Шотландии.
Используя полномочия, предоставленные Актом о Шотландии 2012 года, в 2015 году парламент Шотландии единогласно принял закон о снижении минимального возраста для голосования с 18 до 16 лет. До этого Акт о референдуме о независимости Шотландии 2013 года позволил подросткам в возрасте 16 и 17 лет голосовать на референдуме о независимости Шотландии в 2014 году.
Используя полномочия, предоставленные Актом о Шотландии 2016 года, в 2020 году парламент Шотландии большинством в две трети голосов (требуется в соответствии с Законом) принял закон о предоставлении права голоса всем иностранным гражданам с разрешением на пребывание (ограниченным или бессрочным), и позволил тем, у кого есть разрешение на неопределенный срок или предварительно установленный статус, баллотироваться в качестве кандидатов.

## Избиратели
По данным на 1 декабря 2020 года было зарегистрировано 46 906 270 избирателей, имеющих право голосовать на выборах в парламент, и 49 063 707 человек, имеющих право голосовать на выборах в органы местного самоуправления.

### Право голоса
В Англии любой человек, которому исполнилось 18 лет и старше в день голосования, и который является гражданином Соединённого королевства (все формы британского гражданства, за исключением лиц, пользующихся британской защитой), Европейского Союза, проживающего в Соединённом Королевстве, Республики Ирландия, стран-членов Содружества (включая Фиджи, Зимбабве и весь Кипр), могут подать заявку на регистрацию избирателем в районе, где он проживает со «значительной степенью постоянства», и быть внесённым в список избирателей этой района.
В Шотландии и Уэльсе, лица, соответствующие требованиям гражданства (как указано в предыдущем параграфе), или, только в Шотландии у которых иным образом есть разрешение на пребывание (ограниченное или бессрочное) в Великобритании, которым на момент голосования исполнилось 16 лет и старше в день выборов может зарегистрироваться для голосования, так как возраст для голосования на выборах в Парламенты Шотландии и Уэльса, а также на местных выборах в обеих странах — 16 лет. Однако и в Шотландии и Уэльсе избиратели моложе 18 лет не имеют права голосовать в выборах Британский и Европейский парламенты.
Избиратель может зарегистрироваться по своему обычному адресу, если он будет временно отсутствовать (например, на работе, в отпуске, в студенческом общежитии или в больнице). Лицо, имеющее два адреса (например, студент университета, который во время семестра проживает в общежитии, а во время каникул живёт дома), может зарегистрироваться для голосования по обоим адресам, если они не находятся на одном избирательном участке (хотя избиратель может проголосовать только один раз на отдельных выборах или референдуме).
Кроме того, чтобы иметь право быть включённым в список избирателей, заявители, являющиеся гражданами Содружества, должны либо иметь разрешение на въезд или пребывание в Великобритании, либо не требовать такого разрешения на дату подачи заявления, также заявитель не должен быть осуждённым, содержаться под стражей в тюрьме или психиатрической больнице (или незаконно находиться на свободе, если он иначе был бы задержан), или не быть признан виновным в определённых коррупционных или незаконных действиях. Лица, находящиеся в предварительном заключение, добровольно проходящие курс лечения в психиатрической больнице, или не имеющие постоянного места жительства могут зарегистрироваться для голосования.
Военнослужащие и члены их семей имеют возможность зарегистрироваться в качестве служебного избирателя (англ. service voter), сделав служебное заявление на основании своего последнего адреса в Великобритании.
Британские граждане (но не другие категории британских граждан), проживающие за пределами Соединённого королевства, могут зарегистрироваться в качестве иностранного избирателя (англ. overseas voter) при условии, что они были внесены в список избирателей Соединённого королевства в течение предыдущих 15 лет. Пятнадцатилетний период начинается с того момента, когда они больше не фигурируют в списках избирателей, а не с даты их выезда за границу. Британские граждане, которые переехали за границу до того, как им исполнилось 18 лет, могут претендовать на регистрацию, с 15-летним периодом, отсчитываемым с даты, когда их родители / опекуны перестали появляться в списке избирателей. Иностранные избиратели могут голосовать только на выборах в Европейский парламент и в парламент Великобритании по избирательному округу по их последнему зарегистрированному адресу в Великобритании (или для тех, кто переехал за границу в качестве несовершеннолетнего, по последнему зарегистрированному в Великобритании адресу их родителя / опекуна). Британские граждане, которые временно находятся за границей, не должны регистрироваться в качестве иностранных избирателей и могут зарегистрироваться для голосования обычным способом по своему адресу в Великобритании.
Слуги Короны и сотрудники Британского совета (а также их супруги, проживающие за границей), работающие на должности за пределами Великобритании, могут зарегистрироваться, сделав Заявление Слуги Короны, что позволит им голосовать на всех выборах в Великобритании.
Человек может зарегистрироваться в качестве анонимного избирателя, если его / её безопасность (или безопасность любого другого лица из его / её семьи) будет под угрозой, если его / её имя и адрес будут публично раскрыты в списке избирателей, но заявление должно быть подтверждено соответствующим судебным постановлением, судебным запретом или свидетельством начальника полиции или директора социальной службы.
Право граждан Содружества и Ирландии на голосование является наследием Закона о народном представительстве 1918 года, который ограничил право голоса британским подданным. В то время понятие «британские подданные» включало жителей Ирландии, которая тогда входила в состав Соединённого королевства Великобритании и Ирландии, и всех других частей Британской империи. Хотя большая часть Ирландии (см. Закон об Ирландии 1949 года) и большинство колоний стали независимыми государствами, их граждане сохранили право голоса, если они живут в Соединённом королевстве.
Теоретически право голоса имеют члены королевской семьи, не являющиеся членами Палаты лордов (включая тех, кто является пэром, утратившим право заседать в соответствии с Законом о Палате лордов 1999 года), хотя на практике они этого не делают.

### Процедура регистрации
В Великобритании большинство избирателей регистрируются в ходе ежегодного опроса, который регистраторы обязаны проводить каждый год с августа по ноябрь. Анкеты рассылаются всем домохозяйствам и должны быть возвращены, в противном случае может быть наложен штраф в размере 1000 фунтов стерлингов. Одно лицо должно подтвердить данные всех членов семьи, которые являются действующими избирателями, включая добавление или удаление лиц, которые въехали или уехали и имеют право зарегистрироваться для голосования.
В оставшееся время, с декабря по начало августа, для регистрации избирателей применяется скользящая процедура. Заявки необходимо подавать индивидуально (в отличие от форм ежегодных опросов, где одно лицо отвечает за регистрацию всех членов семьи имеющих право голоса) с использованием регистрационных форм, которые можно получить у местных служащих по регистрации выборов или на веб-сайте Избирательной комиссии. Несмотря на то, что при подаче заявления не требуется подтверждение личности или адреса, сотрудник по регистрации выборов может потребовать от заявителя предоставить дополнительную информацию о возрасте, гражданстве, местожительстве и о том, не дисквалифицирован ли он, и / или доказательства, подтверждающие возраст и / или гражданство заявителя. Бланки заявлений могут быть возвращены местному сотруднику по регистрации избирателей по почте, факсу или электронной почте в виде отсканированного приложения. С июня 2014 года в рамках политики цифровизации государственного управления избиратели в Англии и Уэльсе могут регистрироваться онлайн.
Избиратели особой категории не регистрируются в рамках процедуры ежегодного опроса. Вместо этого они подают заявки в любое время в течение года и должны периодически обновлять свою заявку (каждый год для иностранных избирателей и избирателей с декларацией о местной связи и каждые три года для служебных избирателей).
После получения заявлений регистратором избирателей он должен добавить их в список заявлений (если это не заявки на регистрацию в качестве анонимного избирателя). Список открыт для ознакомления в течение пяти рабочих дней, в течение которых любой другой избиратель может подать возражение против заявления. Сотрудник по регистрации избирателей может инициировать слушание заявления, если он считает, что есть разумные основания сомневаться в честности заявителя.
В Северной Ирландии не проводится ежегодных опросов, вместо этого люди регистрируются индивидуально в любое время в течение года. Заявители должны указать свой номер государственного страхования или, если у них его нет, сделать заявление об этом. Удостоверение личности, адрес, факт трёхмесячного проживания в Северной Ирландии и дата рождения также должны быть включены в заявление, которое отправляются по почте в Избирательную комиссию Северной Ирландии.
Предоставление заведомо ложной информации сотруднику по регистрации избирателей в любом месте Соединённого королевства является правонарушением, за которое предусмотрено максимальное наказание в виде штрафа в размере £5000 и / или тюремное заключение сроком на шесть месяцев.

### Список избирателей
В каждом окружном совете или унитарном органе есть список избирателей, который составляется регистратором избирателей, и в котором перечислены все зарегистрированные избиратели. Список избирателей содержит имя, квалификационный адрес и избирательный номер каждого обычного избирателя, имя каждого избирателя специальной категории (например, служебного избирателя) и избирательный номер каждого анонимного избирателя. Для любого избирателя, которому на момент регистрации ещё не исполнилось 18 лет, также будет напечатана его / её дата рождения. Список избирателей каждого административного округа разделён на отдельные списки для каждого избирательного участка.
Поскольку права голоса у разных избирателей различаются, рядом с именами избирателей могут быть указаны метки, позволяющие определить, на каких выборах они имеют право голосовать. Так, граждане Европейского Союза, которые не являются гражданами Содружества или Ирландии, имеют префикс для записи с буквой G (это означает, что они могут голосовать только на выборах в местные органы власти) или буквой K (что означает, что они могут голосовать только на выборах в Европейский парламент и местные органы власти). В отношении иностранных избирателей ставится буква F, что означает, что они могут голосовать только на выборах в парламенты Евросоюза и Великобритании. Члены Палаты лордов, проживающие в Великобритании, отмечены буквой L, что означает, что они могут голосовать только на выборах в Европейский парламент и в местные органы власти, в то время как их коллеги, являющиеся иностранными избирателями, имеют префикс E, что означает, что они могут голосовать только на выборах в Европейский парламент.
Реестр публикуется каждый год 1 декабря после окончания ежегодного опроса (если в период ежегодных опросов между 1 июля и 1 декабря не проводились выборы, в этом случае дата публикации — 1 февраля следующего года). Однако в 2012 году, поскольку выборы комиссаров полиции были проведены 15 ноября, ежегодный опрос в Англии и Уэльсе (за исключением Лондона) проводился в период с июля по октябрь, а список избирателей был опубликован 16 октября. В период с января по сентябрь, в течение периода «скользящей регистрации», уведомления об изменении публикуются в первый рабочий день каждого месяца. Уведомления об изменениях также публикуются за 5 рабочих дней до выборов в любое время года и непосредственно перед закрытием голосования на любых выборах для исправления канцелярских ошибок или выполнения судебных решений. За исключением умерших избирателей, которые исключены из списков, любое лицо, которое добавлено или удалено из списка, должно быть уведомлено об этом сотрудником по регистрации избирателей.
Существует две версии списка избирателей: полный и редактируемый. Полный список может быть проверен только под наблюдением в офисе местного избирательного регистратора и должен быть бесплатно предоставлен ответственному за регистрацию округа, Британской библиотеке, Избирательной комиссии, Национальной статистической службе и Национальной библиотеке Уэльса (только английские и валлийские списки), Главному регистрационному бюро Шотландии (только шотландские списки), Национальной библиотеке Шотландии (только английские и шотландские списки) и в соответствующую пограничную комиссию. Отредактированный список доступен для общей продажи у служащих по регистрации избирателей и может использоваться для любых целей. Избиратели могут отказаться от включения в отредактированный список, проинформировав об этом своего местного сотрудника по регистрации избирателей.

## Партийная система
Политические партии являются доминирующими организациями в современной политической системе Великобритании. Большинство кандидатов на выборах выступают от имени политических партий разного размера. Все партии, независимо от их размера, должны быть зарегистрированы в Избирательной комиссии, чтобы иметь возможность действовать и выдвигать кандидатов. Партии должны регулярно сообщать о пожертвованиях, займах и расходах на общенациональные выборы. Более крупные партии также должны ежегодно представлять аудированные отчёты.
У большинства партий есть индивидуальный лидер (некоторые партии предпочитают назначать одного или нескольких «представители» (англ. spokespersons), а не одного «лидера»). Лидеры основных партий де-факто являются «кандидатами» этих партий на пост премьер-министра, хотя формальной должности «кандидата в премьер-министры» не существует, поскольку премьер-министр назначается монархом, а не избирается напрямую. Если у партии есть члены, избранные в парламент, делегированное собрание или местный совет, они, как правило, будут стремиться придерживаться единой позиции и соответственно голосовать, для чего используется так называемая «система кнута».
Исторически (до 2005 года, за исключением 1923 года) в Великобритании фактически была двухпартийная система, сложившаяся в результате использования на всеобщих и местных выборах мажоритарной системы относительного большинства. Закон Дюверже определённо подтверждается историей британского парламентаризма. До Первой мировой войны в Великобритании существовала классическая двухпартийная система: основными партиями были тори (позднее консерваторы) и виги (позднее либералы, ныне либдемы), хотя после эмансипации католиков также существовала значительная Ирландская партия, но её влияние в Палате общин было ограничено. В начале XX века появляется Лейбористская партия, влияние которой несмотря на сопротивление британского истеблишмента и расколы постепенно растёт. В 1920-х годах лейбористы оттеснили либералов на третье место, а после Второй мировой войны доминирующими партиями в стране окончательно стали Консервативная и Лейбористская. Ни одна третья партия не приблизилась к получению парламентского большинства, хотя Рон Джонстон с соавторами писал в 2001 году о выборах с 1950 по 1997 год: «Всё чаще ряд более мелких (или третьих) партий получают значительную часть поданных голосов». Начиная с 1980-х годов либералы и другие партии всегда получали не менее 20 % голосов, а в 2005 году либерал-демократы получили 62 из 646 мест в Палате общин, что побудило некоторых наблюдателей рассматривать Вестминстерский парламент как партийную систему «два с половиной».
В 2010 году доля голосов за две крупнейшие партии упала до 65 %, при этом места получили несколько других партий, включая националистические партии. В 2015 году в теледебатах участвовали лидеры семи различных партий. На всеобщих выборах Шотландская национальная партия (SNP) выиграла более 90 % шотландских округов, став третьей партией по количеству мест в Палате общин. В то же время Партия независимости Великобритании (UKIP) набрала почти 13 % голосов в Великобритании (более чем вдвое больше, чем доля SNP в масштабах всей Великобритании), и заняла третье место с точки зрения народной поддержки, но при этом получила только одно место в парламенте. Между тем, либерал-демократы остаются третьей по величине политической силой в Палате лордов с более чем 100 местами.
Более мелкие партии получают более высокую долю голосов и гораздо более высокую долю мест на тех выборах, которые используют ту или иную форму пропорциональной системы: например, региональные выборы в парламент Шотландии и Уэльса, Ассамблею Северной Ирландии и Лондонскую ассамблею. Такие партии, как Партия Уэльса, UKIP и «зелёные» показывают лучшие результаты на этих выборах, что, следовательно, можно рассматривать как предпосылки к созданию многопартийной системы.
Участвовать в выборах в качестве независимого кандидата не сложно, но победы очень редки и обычно связаны с особыми обстоятельствами (например, победа военного корреспондента BBC Мартина Белла в 1997 году стала возможна благодаря дискредитации депутата-консерватора Нила Гамильтона и поддержке со стороны лейбористов и либералов, отказавшихся от участия в выборах). В ходе всеобщих выборов 2005 года в Палату общин было избрано сразу три независимых депутата, это наибольшее число с 1945 года, однако только один из них добился переизбрания в 2010 году.

### Отбор кандидатов в депутаты
В Великобритании практически любой зарегистрированный избиратель имеет право баллотироваться на выборах в парламент при условии, что он смог собрать в свою поддержку подписи десяти избирателей из округа, в котором выдвигается, и внести залог в £500 (который возвращается кандидату после выборов, если он набрал более 5 % голосов). Отбором кандидатов от политических партий занимаются сами партии, и все партии следуют разным процедурам. Согласно Закону о регистрации политических партий 1998 года, кандидаты от политических партий должны быть уполномочены баллотироваться от их партии должностным лицом этой партии, назначающим кандидатуру (англ. nominating officer), или кем-либо, уполномоченным в письменной форме должностным лицом, назначающим кандидатуру. Три крупнейшие партии, Консервативная партия, Лейбористская партия и Либерал-демократы, свои списки кандидатов утверждают централизованно.
В Консервативной партии кандидатов выбирают окружные ассоциации, каждая от своего округа. Некоторые ассоциации проводят открытые праймериз. В Англии, Уэльсе и Северной Ирландии окружные ассоциация должны выбрать кандидата из списка, составленного Комитетом по кандидатам при правлении Консервативной партии. Потенциальные кандидаты подают заявление в Центральный офис консерваторов для включения в утверждённый список кандидатов, некоторым кандидатам будет предоставлена возможность подать заявку на любое место по своему выбору, в то время как другие могут быть ограничены определёнными округами. Депутат-консерватор может быть отозван только на специальном общем собрании местной консервативной ассоциации, которое может быть организовано только при поддержке отзыва более чем пятидесятью членами.
В Лейбористской партии окружные организации выбирают кандидатов в Палату общин, используя процедуры, согласованные Национальным исполнительным комитетом (NEC). Голосование проходи по принципу «один член, один голос», когда все члены оркужной организации имеют право выбрать своего кандидата из списка. Методы, используемые для составления списка кандидатов, варьируются в зависимости от структуры, времени, оставшегося до выборов, и количества кандидатов. Все отобранные кандидаты должны пройти собеседование, проводимое от имени NEC — большинство кандидатов делают это до подачи заявки на отбор, хотя собеседование может проводиться и после того, как кандидат будет отобран. Когда действующий член парламента от лейбористов указывает, что хочет переизбираться, применяются разные процедуры. В очень редких случаях NEC может отозвать одобрение кандидата (включая действующих депутатов) после завершения процесса отбора. Они, например, использовали это право в отношении некоторых депутатов, причастных к скандалу с расходами перед выборами 2010 года.
Либеральные демократы проводят процесс оценки членов, желающих присоединиться к списку потенциальных кандидатов партии. Оказавшись в списке, кандидаты могут подать заявку на отбор в любом округе. Кандидат на каждое место выбирается членами местного отделения путём голосования.
Партия независимости, Шотландская национальная партия и Партия Уэльса выбирают своих кандидатов так же, как и либеральные демократы.
Зелёная партия Англии и Уэльса принимает заявок от всех своих членов, пожелавших баллотироваться. Предварительного отбора нет, поэтому местные отделения «зелёных» голосуют напрямую по полному списку заявителей.

## Процедура голосования
Человек может проголосовать только в том случае, если он или она внесены в список избирателей. Если из-за канцелярской ошибки чьё-то имя было исключено из списка избирателей (даже если правильно заполненная форма заявления была подана к крайнему сроку), сотрудник по регистрации избирателей может внести изменения в список до 21:00 в день голосования. Поскольку избирательные права между избирателями различаются (например, граждане ЕС, не являющиеся гражданами Содружества или Ирландии, не могут голосовать на парламентских выборах в Великобритании), бюллетени для голосования выдаются только после проверки маркера в списке избирателей перед именем избирателя, чтобы определить, на каких выборах данное лицо имеет право голоса.
Голосовать можно лично на избирательном участке, по почте или по доверенности. Британские граждане, проживающие за границей и зарегистрированные в качестве иностранных избирателей, не могут голосовать в британских высоких комиссиях, посольствах или консульствах — их голоса могут быть поданы только лично в округе, в котором они зарегистрированы в Соединённом королевстве, по доверенности (доверенное лицо должно проживать и иметь право голосовать в Великобритании) или по почте (хотя этот вариант менее популярен, поскольку пакеты для голосования по почте отправляются только должностным лицом, отвечающим за выборы в 16:00, не ранее чем за 19 рабочих дней до дня голосования и должны быть получены должностным лицом, отвечающим за выборы до закрытия голосов, подлежащих подсчёту).

### Лично
Избирательные участки в день голосования открыты с 7:00 до 22:00. Избиратели получают карточку для голосования от ответственного сотрудника местного органа власти с указанием места для голосования. От них не требуется предъявлять свою избирательную карточку (если они не являются анонимными избирателями) или любой другой документ, удостоверяющий личность на избирательном участке, чтобы проголосовать, за исключением Северной Ирландии, где удостоверение личности с фотографией (действующий или просроченный) должно быть предъявлены на избирательном участке — удостоверение личности избирателя Северной Ирландии, удостоверение личности водительское удостоверение Северной Ирландии или Великобритании или ЕС, паспорт британский или гражданина страны ЕС, проездную карту Translink.
В 7 часов утра, когда начинается голосование, председательствующий должен показать пустую урну для голосования тем, кто находится внутри избирательного участка, прежде чем закрыть и опечатать её.
Проверив и отметив имя и адрес избирателя в списке избирателей, председательствующий или секретарь для голосования выдает бюллетень, называя имя избирателя, номер избирателя и ссылку на избирательный участок, если только избиратель не анонимный, и в этом случае называется только его / её номер избирателя. Бюллетени для голосования не могут быть выданы до 7 часов утра, а после 22 часов могут быть выданы только избирателю, который находился в очереди на избирательном участке или за его пределами на момент закрытия участка. Все бюллетени для голосования содержат как официальную отметку (например, водяной знак или перфорацию), так и уникальный идентификационный номер; любые бюллетени, выпущенные без обеих этих характеристик (даже если это ошибка председателя или секретаря участка), будут недействительны и отклонены при подсчёте голосов. В отдельном списке (называемом соответствующим списком номеров) председательствующий или секретарь для голосования записывает номер избирателя рядом с уникальным идентификационным номером выданного бюллетеня для голосования. Тем не менее, тайна голосования обычно сохраняется, так как в конце голосования этот список, связывающий избирателей с номерами их бюллетеней для голосования, запечатывается внутри пакета, который может быть открыт только по постановлению суда, если результаты выборов оспаривается. Бюллетень для голосования складывается и затем передается избирателю.
Избиратель делает отметку в бюллетенях в уединении кабины для голосования. Избирательные участки должны предоставлять избирателям письменные принадлежности; обычно предоставляются карандаши (из практических соображений, так как чернила могут высохнуть или пролиться), но по закону избиратели не обязаны отмечать свои бюллетени карандашом, вместо этого они могут использовать свою ручку. Если бюллетень для голосования испорчен, председательствующий или секретарь участка могут выдать новый после аннулирования старого бюллетеня. Перед тем как положить бюллетени в урну для голосования, избиратель должен (теоретически) показать председательствующему или секретарю участка официальную отметку и уникальный идентификационный номер, напечатанные на обратной стороне бюллетеней.
Если избиратель запрашивает бюллетень для голосования, но кто-то уже проголосовал от его имени, или если он указан как запросивший голосование по почте, он может проголосовать только предложенным бюллетенем. Отметив поданный бюллетень при закрытых дверях, избиратель не должен опускать его в урну для голосования. Вместо этого он должен быть возвращен председательствующему, который скрепит его именем избирателя, номером избирателя и ссылкой на избирательный участок, а затем поместит его в специальный конверт. Затем имя избирателя и номер избирателя записываются в «Список поданных голосов». Хотя поданные бюллетени не учитываются при подсчёте голосов, они служат официальным документом, подтверждающим, что избиратель пытался, но не смог проголосовать, и свидетельствует об обеспокоенности избирателя проведением выборов. Если избиратель хочет подать жалобу, отметка выставленного бюллетеня является первым шагом в проведении процедуры рассмотрения жалоб.
Избиратели могут привести на участок своих несовершеннолетних детей, но они могут только наблюдать за процедурой голосования и не могут участвовать (например, отметив в бюллетене избирателя).
Председательствующий и секретарь участка несут ответственность за поддержание порядка на нём (это включает обеспечение того, чтобы кандидаты и их агенты, а также счётчики, находящиеся поблизости от участка, не вмешивались в процесс выборов и / или не препятствовали доступу избирателей на участок и обратно, а также удалять всю агитационную литературу из помещения для голосования), а также обеспечивать тайну и безопасность всех поданных бюллетеней. Они обязаны всегда действовать беспристрастно.
Кандидаты могут назначить агентов для наблюдения за процессом голосования и подсчёта голосов на участках.
Счётчики голосов обычно находятся за пределами участка и записывают номер избирателя (как он указан в списке избирателей и избирательной карточке) тех, кто проголосовал. Счётчики работают добровольно от имени политических партий (идентифицируемых по розетке партийных цветов), но не имеют юридического или официального статуса, и избиратели не обязаны сообщать им свой номер избирателя. Регистрируя проголосовавших, счётчики помогают своим партиям идентифицировать сторонников, которые ещё не проголосовали, чтобы с ними можно было связаться и побудить их проголосовать, а также, при необходимости, предложить помощь — например, транспорт до избирательного участка.
В конце голосования прорезь в верхней части урны для голосования опечатывается председательствующим или секретарём (назначенные кандидатами агенты по выборам и голосованию также могут наклеивать свои собственные печати на урны) перед транспортировкой напрямую и без задержки в центральный пункт подсчёта.

### По почте
Избиратели могут подать заявку на голосование по почте либо для конкретных выборов, либо на постоянной основе до дальнейшего уведомления без указания причины (за исключением Северной Ирландии, где избиратели должны указать конкретную причину, объясняющую, почему они физически не могут присутствовать на выделенном им избирательном участке). Заявки на голосование по почте прекрающают принимать в 17:00 за 11 рабочих дней до дня голосования. Почтовые бюллетени могут быть отправлены где угодно в пределах и за пределами Соединённого королевства, хотя, если они не отправляются на зарегистрированный адрес избирателя, сотруднику по регистрации избирателей должна быть предоставлена причина, по которой почтовый бюллетень должен быть отправлен на альтернативный адрес.
Должностное лицо, отвечающее за выборы, должно выдать и разослать пакеты для голосования по почте «как можно скорее» (то есть как можно скорее после закрытия регистрации кандидатур в 16:00 за 19 рабочих дней до дня голосования).
Если избиратель подал заявку на голосование по почте на заграничный адрес, должностное лицо, отвечающее за выборы, должно отдать приоритет отправке пакетов для голосования по почте (по сравнению с теми, которые были отправлены на адреса в Великобритании), отправить их авиапочтой и убедиться, что пакет для голосования по почте включает обратный конверт с достаточным количеством почтовых марок для отправки в Великобританию из-за границы.
Избиратели возвращают свои пакеты для голосования по почте вместе с заполненными бюллетенями с указанием даты рождения и подписи, либо по почте, либо в руки непосредственно должностному лицу, либо председательствующему в день голосования на участке, расположенном в пределах избирательного округа. Однако для подсчета почтовых бюллетеней ответственный сотрудник (или председательствующий, если его вернули на участок) должен получить бюллетень до конца голосования (обычно в 22:00 в день голосования).

### По доверенности
Любое лицо, имеющее право голоса (даже если оно не значится в избирательном реестре), может быть назначено другим избирателем в качестве его / её доверенного лица. Для того, чтобы доверенное лицо могло голосовать на выборах доверенность должна быть получена регистратором избирателей в местном органе власти избирателя до 17:00 за 6 рабочих дней до дня голосования. Доверенное лицо может либо проголосовать лично, либо подать заявку на голосование по почте по доверенности (хотя заявка на голосование по почте имеет ещё более ранний срок — любой такой запрос должен быть получен сотрудником по регистрации избирателей не позднее 17:00 за 11 рабочих дней до дня голосования на избирательном участке). Избиратель, который заболел или стал инвалидом после 17:00 за шесть рабочих дней до дня голосования, может подать экстренное заявление на голосование по доверенности, заявление должно быть получено регистратором избирателей до 17:00 в день голосования. За исключением близкого родственника, человек может голосовать в качестве доверенного лица только от имени максимум двух других избирателей на любых выборах в каждом округе. При подаче заявки на голосование через доверенного лица на длительный срок, заявка должна сопровождаться соответствующей аттестацией и должна быть обоснована одной из следующих причин: слепота; другая инвалидность; трудоустройство; на образовательном курсе; избиратель зарегистрирован как служебный, зарубежный или анонимный. Если избиратель подаёт заявку на голосование через доверенного лица только на одних конкретных выборах, избирателю нужно только объяснить, почему он / она не может голосовать лично, но подтверждение не требуется. Если можно добраться до избирательного участка с зарегистрированного адреса только по воздуху или по морю, избиратель может подать заявку на постоянное голосование по доверенности без подтверждения.
В Северной Ирландии избиратель может назначить другого человека своим доверенным лицом только в том случае, если может указать конкретную причину, объясняющую, почему он физически не может присутствовать на избирательном участке.

### Доступность
По закону все избирательные участки должны быть доступны для лиц на инвалидных колясок и должны быть оснащены тактильным устройством для голосования и по крайней мере одной версией напечатанного бюллетеня с крупным шрифтом, чтобы помочь избирателям с ослабленным зрением. Хотя версия для печати крупным шрифтом не может быть помечена, её можно использовать для справки. Избиратели с ограниченными возможностями, если они того пожелают, также могут попросить председательствующего на избирательном участке или члена семьи, чтобы сделать за них отметку в бюллетенях для голосования. Если избиратель не может войти на избирательный участок из-за инвалидности, председательствующий может передать ему / ей бюллетень для голосования.
Хотя Избирательная комиссия предоставляет формы регистрации избирателей на нескольких иностранных языках, по закону все материалы для голосования (например, бюллетени) печатаются только на английском языке (а также на валлийском языке в Уэльсе).

## Парламентские выборы
Парламентские выборы в Великобритании проводятся после роспуска парламента. Все депутаты, образующие Палату общин парламента Соединенного королевства, избираются. В соответствии с Законом 2011 года о фиксированном сроке полномочий парламента срок полномочий парламента пять лет, и единственный способ, которым могут быть объявлены досрочные выборы, — это голосование большинством в две трети Палаты общин. Так было в 2017 году, когда премьер-министр Тереза Мэй из-за раскола среди депутатов по вопросу о выходе страны из ЕС провела через палату решение о досрочных выборах (522 депутата «за», 13 — «против»). В соответствии с законом роспуск происходит автоматически за 25 рабочих дней до выборов (ранее применялся минимальный срок в 17 рабочих дней). На этом все парламентские дела заканчиваются и полномочия депутатов приостанавливаются до окончания дня голосования.
Кандидаты от каждого округа выдвигаются политическими партиями или самостоятельно в качестве независимых. Почти все успешные кандидаты являются членами политической партии. На выборах 2017 года был избран только один независимый кандидат, а на выборах 2019 ни одного. Каждый округ избирает одного депутата всеобщим голосованием по принципу "один человек — один голос, для победы достаточно занять первое место, получив относительное большинство голосов. На выборах 2017 и 2019 годов было избрано 650 депутатов.
Партия с общим парламентским большинством, то есть, выигравшая по итогам голосования больше мест, чем все другие партии вместе взятые, формирует правительство. Если ни одна партия не имеет абсолютного большинства, партии могут создавать коалиции, что может привести к власти партии, занявшие второе место и более низкие места. Например, на выборах 2010 года, консерваторы получили наибольшее количество мест, но меньше половины, сформировав коалицию с либеральными демократами, которые могли бы сформировать коалицию с лейбористами (и, возможно, также с другими, меньшими партиями) вместо консерваторов. Подобные ситуации могут дать небольшим партиям значительную власть. Окончательный исход выборов 2010 года был эффективно решен либеральными демократами, а в 2017 году консерваторы, потеряв абсолютное большинство, были вынуждены полагаться на поддержку Демократическую юнионистскую партию (DUP), 10 голосов которой вполне хватило, чтобы набрать 326 мест, необходимых для правительства большинства.
Самая крупная партия, не входящая в состав правительства, образует «Верную оппозицию Его Величества». В настоящее время это Лейбористская партия.

### Сроки
Поскольку максимальный срок полномочий парламента составляет пять лет, интервал между следующими друг за другом парламентскими выборами может превышать этот период не более чем на общую продолжительность избирательной кампании и время для собрания нового парламента (в общей сложности обычно около четырёх недель). Пять лет отсчитываются от первого заседания парламента после выборов.
В 2011 году был принят Закон о фиксированном сроке полномочий парламента, который устанавливал срок полномочий парламента пять лет. Таким образом, следующие парламентские выборы были проведены 7 мая 2015 года, а последующие выборы должны проводиться каждые пять лет в первый четверг мая. Однако закон также позволял распустить парламент и провести досрочные выборы, если правительство не будет сформировано в течение 14 дней после вотума недоверия простым большинством голосов, или если две трети депутатов проголосуют за проведение всеобщих выборов. Это положение закона было использовано для инициирования досрочных выборов в 2017 году.
Кроме того, досрочные выборы могли быть инициированы отдельным законом в обход Закона о сроке полномочий парламента. Подобное произошло в октябре 2019 года, когда правительство во главе с Борисом Джонсоном после трёх неудачных попыток заручиться большинством в две трети голосов внесло законопроект о досрочных выборах в парламент, для принятия которого требовалось простое большинство. 31 октября 2019 года закон получил королевскую санкцию.
Премьер-министр просит монарха распустить парламент королевской прокламацией. Прокламация также предписывает выпуск официальных Распоряжений о выборах, которые требуют, чтобы выборы проводились в каждом избирательном округе.
В настоящее время дата проведения выборов в Великобритании определяется премьер-министром. Это означает, что премьер-министр может назначить новые парламентские выборы в любой момент в течение пяти лет, но не позднее этого срока. В 2022 году был принят закон, который подтвердил это право (формально являющееся прерогативой монарха), которое было ограничено Законом 2011 года о фиксированном сроке полномочий парламента.
С 1935 года парламентские выборы обычно проводятся по четвергам. Из 21 кампаний по выборам в парламент в период с 1945 по 2019 год шесть были проведены в мае, пять в июне, четыре в октябре, две в феврале и по одной в марте, апреле, июле и декабре.
Кабинет министров вводит перед выборами специальный период продолжительностью примерно шесть недель (англ. Purdah), во время которого государственные служащие должны быть политически беспристрастными, а центральные и местные органы власти не могут делать объявления о любых новых или спорных инициативах правительства (таких как инициативы по модернизации, а также административные и законодательные изменения), которые могут быть восприняты как выгодные для каких-либо кандидатов или партий на предстоящих выборах. Период не распространяется на кандидатов на политические должности.

### Подсчёт голосов и подведение итогов
Голосование заканчивается в 22:00 (или после того, как все избиратели, стоявшие в 22:00 в очереди на избирательном участке или за его пределами, проголосовали). Председательствующие несут ответственность за опечатывание урн для голосования на избирательных участках (назначенные кандидатами агенты по выборам и голосованию также могут наклеивать свои собственные пломбы на урны) и их транспортировку «напрямую и без промедления» в центральное место подсчёта голосов по избирательному округу. Если в городе два или более округа, то голоса со всех округов могут считать в одном и том же месте. Должностные лица, отвечающие за выборы, должны «предпринять разумные шаги, чтобы начать подсчёт … как можно скорее в течение четырёх часов, начиная с закрытия участка» (то есть не позднее 2 часов ночи). В большинстве округов урны для голосования сразу после доставки в центральный пункт подсчёта голосов распечатываются и опорожняются, а бюллетени для голосования проверяются и немедленно подсчитываются. Бюллетени для голосования проверяют и считают вручную. За процессом подсчёта наблюдают кандидаты и их агенты.
Закон о народном представительстве 1983 года запрещает публикацию результатов экзит-поллов до окончания голосования. C 2010 года основные вещательные компании объявляют результаты экзит-поллов ровно в 22:00.
Результаты объявляются в каждом округе местным должностным лицом, отвечающим за выборы. Национальные вещатели присутствуют на большинстве этапов подсчёта голосов, особенно там, где есть известные кандидаты или ожидаются близкие результаты. Самые ранние результаты объявляются примерно к 23:00 часам, в большинстве случаев — к 3 или 4 часам утра; некоторые округа не объявляют свои результаты до следующего дня. Каждый член парламента вступает в должность сразу после подведения итогов местным должностным лицом, отвечающим за выборы.

### Формирование правительства
Когда становятся известны результаты голосования по всем округам или когда одна партия получает абсолютное большинство мест в Палате общин, наступает время формирования правительства. Если правящая партия набрала большинство в новом парламенте, то действующий премьер-министр остаётся в должности без необходимости повторного утверждения или повторного назначения — новый «срок» полномочий не начинается. Если достаточное количество голосов для формирования правительства набрала оппозиционная партия, то премьер-министр подает монарху прошение об отставке. Затем монарх поручает лидеру новой партии большинства сформировать новое правительство. Премьер-министр может попытаться остаться у власти даже без большинства. Во время Церемонии открытия нового парламента монарх произносит «Тронную речь», в которой даёт краткое изложение предлагаемой правительством законодательной программы, позволяя тем самым Палате общин шанс выразить вотум доверия или недоверия правительству, приняв или отклонив «Тронную речь».
По прецеденту и при отсутствии каких-либо формальных письменных конституционных возражений монарх теоретически мог бы уволить действующего премьер-министра и попытаться назначить ему замену. Однако этого не произошло после увольнения лорда Мельбурна в 1834 году, и почти наверняка это вызовет конституционный кризис, подобный конституционному кризису в Австралии 1975 года.
Последними премьер-министрами, которые, не получив большинства голосов, предпочли не уходить в отставку, были Эдвард Хит в 1974 году, Гордон Браун в 2010 и Тереза Мэй в 2017. Пока премьер-министр не отреагирует на результат выборов, решив остаться или уйдя в отставку, монарх не играет никакой роли. Только если премьер-министр уйдёт в отставку, монарх может поручить кому-то ещё сформировать правительство. Так, в 1974 году Хит подал в отставку только после провала переговоров с Либеральной партией о коалиции, что позволило королеве Елизавете II поручить лидеру лейбористов Гарольду Вильсону сформировать новое правительство.
Самая крупная партия, не входящая в состав правительства, становится Официальной оппозицией, известной как «Верная оппозиция Его Величества» (англ. His Majesty's Loyal Opposition). Любые более мелкие партии, не входящие в состав правительства, вместе известны просто как «оппозиция» (англ. the opposition).
После каждых выборов, оставаясь у власти, премьер-министр может произвести перестановки министров, большие или незначительные; такая перестановка может произойти в любое время по желанию премьер-министра. Любая вакансия, возникающая в Палате общин в связи со смертью, повышением статуса или отставкой, заполняется дополнительными выборами, которые могут быть назначены через несколько месяцев после появления вакансии или даже отменены, если в ближайшее время состоятся всеобщие выборы.

### Дебаты о влиянии СМИ и Интернета
Влияние СМИ на выборы в Великобритании — и в других странах — часто является предметом дискуссий, и в целом научного консенсуса по этому вопросу не существует. Часто упоминаемая «проблема курицы и яйца» затрудняет определение того, влияют ли СМИ на политические взгляды их пользователей и, в конечном итоге, на то, за какую партию они голосуют: можно утверждать, что пользователи выбирают СМИ, которые соответствуют их взглядам на политику в частности и на жизнь в целом, или что их взгляды формируются в соответствии с источником новостей, которые они потребляют.
Многие исследования пытались изменить баланс в ту или иную сторону; например, Кеннет Ньютон и Малколм Брынин проанализировали характер голосования на всеобщих выборах в Великобритании 1992 и 1997 годов и пришли к выводу, что газеты оказали «статистически значимое влияние на голосование, большее для лейбористов, чем сторонников консерваторов, и больше для выборов 1992 года, чем выборов 1997 года». В качестве альтернативы, Филип Коули рассмотрел утверждения газеты The Observer о том, что она повлияла на итоги голосования во время выборов 1997 года, опубликовав результаты опроса для 16 округов с руководством о том, как тактически голосовать против консерваторов; Коули пришёл к выводу, что газета практически не оказала ощутимого влияния на результаты выборов в этих округах.
Когда дело доходит до социальных сетей, дебаты, похоже, больше связаны с законностью и справедливостью их влияния. Так, Консервативная партия потратила £ 1,2 млн на рекламу в Facebook во время выборов в 2015 году, что «позволило партии воздействовать на конкретных избирателей в маргинальных округах благодаря индивидуализированным сообщениям». Мартин Мур считает, что огромные суммы, которые партии тратят на рекламу в Facebook, само по себе является доказательством того, насколько важными стали цифровые СМИ, когда дело доходит до политической кампании, но можно ли считать, что онлайн-кампании могут побудить граждан голосовать в одну или другую сторону («Британцы считают, что традиционные СМИ имели большее значение на выборах 2017 года»), использование социальных сетей может «компрометировать принципы честных и открытых выборов в Великобритании»; Мур приводит пример того, как алгоритмы Facebook помогли Консервативной партии «обойти» лимиты расходов, отнеся расходы на отдельные округа в национальный бюджет в 2015 году. По мнению газеты Guardian, изложенному в редакционной статье, «возможности мошенничества, лжи и непропорционального влияния слишком очевидны», что требует принять новое законодательство о цифровых кампаниях.

## Выборы в делегированные парламенты и ассамблеи

### Выборы в Парламент Шотландии
Первые выборы в однопалатный Парламент Шотландии, созданный в соответствии с Актом о Шотландии 1998 года, состоялись в 1999 году и с тех пор проводятся каждые четыре года. Выборы в шотландский парламент проводятся по смешанной избирательной системе, которая представляет собой гибрид мажоритарной система относительного большинства и партийных списков. Из 129 депутатов 73 избираются по одномандатным округам, а 56 по пропорциональной системе в восьми многомандатных избирательных регионах (каждый из многомандатных регионов посылает в парламент по 7 депутатов).
| Выборы | Дата       | Избран первым-министром (в течение срока)      | Победившая партия | Округа    | Округа | Округа | Округа | Округа | Регионы   | Регионы | Регионы | Регионы | Регионы | Итого мест | Итого мест | Итого мест | Явка                  |
| Выборы | Дата       | Избран первым-министром (в течение срока)      | Победившая партия | Голоса    | %      | ±      | Места  | ±      | Голоса    | %       | ±       | Места   | ±       | Всего      | ±          | %          | Явка                  |
| ------ | ---------- | ---------------------------------------------- | ----------------- | --------- | ------ | ------ | ------ | ------ | --------- | ------- | ------- | ------- | ------- | ---------- | ---------- | ---------- | --------------------- |
| 1999   | 6 мая 1999 | Дональд Дьюар (Генри Маклиш) (Джек Макконнелл) | Лейбористы        | 908 346   | 38,8   | новая  | 53     | новая  | 786 818   | 33,6    | новая   | 3       | новая   | 56         | новая      | 43,4       | 58,4 % 58,3 %         |
| 2003   | 1 мая 2003 | Джек Макконнелл                                | Лейбористы        | 663 585   | 34,6   | ▼4,2   | 46     | ▼7     | 561 375   | 29,3    | ▼4,3    | 4       | ▲1      | 50         | ▼6         | 38,8       | 49,7 %▼8,7 49,7 %▼8,6 |
| 2007   | 3 мая 2007 | Алекс Салмонд                                  | Националисты      | 664 227   | 32,9   | ▲9,1   | 21     | ▲12    | 633 611   | 31,0    | ▲10,1   | 26      | ▲       | 47         | ▲20        | 37,0       | 53,9 %▲4,2 54,0 %▲4,3 |
| 2011   | 5 мая 2011 | Алекс Салмонд (Никола Стерджен)                | Националисты      | 902 915   | 45,4   | ▲12,5  | 53     | ▲32    | 876 421   | 44,0    | ▲13,0   | 16      | ▼10     | 69         | ▲23        | 53,5       | 50,5 %▼3,4 50,5 %▼3,5 |
| 2016   | 5 мая 2016 | Никола Стерджен                                | Националисты      | 1 059 898 | 46,5   | ▲1,1   | 59     | ▲6     | 953 587   | 41,7    | ▼2,3    | 4       | ▼12     | 63         | ▼6         | 48,8       | 55,8 %▲5,3 55,8 %▲5,3 |
| 2021   | 1 мая 2003 | Никола Стерджен                                | Националисты      | 1 291 204 | 47,7   | ▲1,2   | 63     | ▲3     | 1 094 374 | 40,3    | ▼1,4    | 2       | ▼2      | 64         | ▲1         | 49,6       | 63,5 %▲7,7 63,5 %▲7,7 |

1. ↑  Первой указана явка по одномандантым округам, второй явка по партийным спискам.
2. ↑  Маклиш занял должность Первого министра Шотландии 26 октября 2000 года после смерти Дьюара.
3. ↑  Макконнелл занял должность Первого министра Шотландии 22 ноября 2001 года после отставки Маклиша.
4. ↑  19 ноября 2014 года, после поражения на референдуме о независимости Шотландии, Салмонд объявил об отставке и на следующий день его сменила на посту Первого министра Шотландии Стерджен.

### Выборы в Парламент Уэльса
Парламент Уэльса был создан в соответствии с принятым в 1998 году правительством лейбористов Актом об управлении Уэльсом, который был частью процесса деволюции — децентрализации власти в Соединённом Королевстве. Первые выборы в однопалатный Парламент Уэльса состоялись в 1999 году и с тех пор проводились каждые четыре года, но в 2011 году депутаты проголосовали за проведение следующих выборов в 2016 году, чтобы избежать столкновения со всеобщими выборами в 2015 году. В 2014 году депутаты решили увеличить срок полномочий парламента до пяти лет. Выборы в Парламент Уэльса проводятся по смешанной избирательной системе. Из 60 депутатов 40 избираются по одномандатным округам по системе относительного большинства, а 20 депутатов избираются в пяти многомандатных избирательных регионах с использованием метода пропорционального представительства Д’Ондта.
| Выборы | Дата       | Избран первым-министром (в течение срока) | Победившая партия | Округа  | Округа | Округа | Округа | Округа | Регионы | Регионы | Регионы | Регионы | Регионы | Итого мест | Итого мест | Итого мест | Явка       |
| Выборы | Дата       | Избран первым-министром (в течение срока) | Победившая партия | Голоса  | %      | ±      | Места  | ±      | Голоса  | %       | ±       | Места   | ±       | Всего      | ±          | %          | Явка       |
| ------ | ---------- | ----------------------------------------- | ----------------- | ------- | ------ | ------ | ------ | ------ | ------- | ------- | ------- | ------- | ------- | ---------- | ---------- | ---------- | ---------- |
| 1999   | 6 мая 1999 | Алан Майкл (Родри Морган)                 | Лейбористы        | 384 671 | 37,6   | новая  | 27     | новая  | 361 657 | 35,4    | новая   | 1       | новая   | 28         | новая      | 46,7       | 46,3 %     |
| 2003   | 1 мая 2003 | Родри Морган                              | Лейбористы        | 340 515 | 40,0   | ▲2,4   | 30     | ▲3     | 310 658 | 36,6    | ▲1,2    | 0       | ▼1      | 30         | ▲2         | 50,0       | 38,2 %▼7,8 |
| 2007   | 3 мая 2007 | Родри Морган (Каруин Джонс)               | Лейбористы        | 314 925 | 32,2   | ▼7,8   | 24     | ▼6     | 288 954 | 29,6    | ▲7,0    | 2       | ▲2      | 26         | ▼4         | 43,3       | 43,7 %▲5,5 |
| 2011   | 5 мая 2011 | Каруин Джонс                              | Лейбористы        | 401 677 | 42,3   | ▲10,1  | 28     | ▲4     | 349 935 | 36,9    | ▲7,3    | 2       | ▬0      | 30         | ▲4         | 50,0       | 42,2 %▼1,5 |
| 2016   | 5 мая 2016 | Каруин Джонс (Марк Дрейкфорд)             | Лейбористы        | 353 866 | 34,7   | ▼7,6   | 27     | ▼1     | 319 196 | 31,5    | ▼5,4    | 2       | ▬0      | 29         | ▼1         | 48,3       | 45,3 %▲3,1 |
| 2021   | 6 мая 2021 | Марк Дрейкфорд                            | Лейбористы        | 443 047 | 39,9   | ▲5,2   | 27     | ▬0     | 401 770 | 36,2    | ▲4,7    | 3       | ▲1      | 30         | ▲1         | 50,0       | 46,6 %▲1,2 |

1. 1 2  Морган занял должность Первого министра Уэльса 9 февраля 2000 года после того как Майкл, получив вотум недоверия, подал в отставку
2. ↑  Джонс занял должность Первого министра Уэльса 10 декабря 2009 года после отставки Моргана.
3. ↑  Дрейкфорд занял должность Первого министра Уэльса 12 декабря 2018 года после отставки Джонса.

### Выборы в Ассамблею Северной Ирландии
Ассамблея Северной Ирландии была создана в соответствии с принятым в 1998 году лейбористами Закон о Северной Ирландии, который был частью процесса деволюции — децентрализации власти в Соединённом Королевстве. Первые выборы в однопалатную Ассамблею Северной Ирландии состоялись в 1998 году и с тех пор проводились каждые четыре года в первый четверг мая. Депутаты Ассамблеи Северной Ирландии выбираются по системе единого передаваемого голоса. Согласно этой системе избиратели ранжируют отдельных кандидатов в порядке предпочтения. Эта система была выбрана чтобы попытаться обеспечить адекватное представительство многочисленных мелких групп в Северной Ирландии. Выборы проводились даже в период с 2002 по 2007 год, когда деятельность Ассамблеи была приостановлена.
Ассамблея состоит из 90 членов (до 2017 года — 108), которые формируют Кабинет министров Северной Ирландии по методу Д’Ондта используя принцип разделения власти, чтобы гарантировать что крупнейшие участники политической жизни Северной Ирландии, британские юнионисты и ирландские националисты, могли участвовать в управлении регионом.
| Выборы | Дата           | Избран первым-министром (в течение срока) | Победившая партия     | Голоса  | %    | ±    | Места | ±   | КМ      | Явка       |
| ------ | -------------- | ----------------------------------------- | --------------------- | ------- | ---- | ---- | ----- | --- | ------- | ---------- |
| 1998   | 25 июня 1998   | Дэвид Тримбл                              | Ольстерские юнионисты | 172 225 | 21,3 | ▼2,9 | 28    | ▼2  | н/д     | 69,8 %     |
| 2003   | 26 ноября 2003 | нет                                       | Демократы-юнионисты   | 177 944 | 25,7 | ▲7,2 | 30    | ▲10 | н/д     | 63,0 %▼6,8 |
| 2007   | 7 марта 2007   | Иан Пейсли (Питер Робинсон)               | Демократы-юнионисты   | 207 721 | 30,1 | ▲4,4 | 36    | ▲6  | 5 из 12 | 62,3 %▼0,7 |
| 2011   | 5 мая 2011     | Питер Робинсон                            | Демократы-юнионисты   | 198 436 | 30,0 | ▼0,1 | 38    | ▲2  | 4 из 10 | 55,7 %▼6,6 |
| 2016   | 5 мая 2016     | Питер Робинсон (Арлин Фостер)             | Демократы-юнионисты   | 202 567 | 29,2 | ▼0,8 | 38    | ▬   | 5 из 10 | 54,9 %▼0,8 |
| 2017   | 2 марта 2017   | Арлин Фостер (Пол Гиван)                  | Демократы-юнионисты   | 225 413 | 28,1 | ▼1,1 | 28    | ▼10 | 5 из 12 | 64,7 %▲9,8 |

1. ↑  Тримбл занимал с перерывами должность Первого министра Северной Ирландии с 1 июля 1998 по 14 октября 2002 года, окончательно покинув этот пост в связи с приостановлением автономии Северной Ирландии.
2. ↑  В связи с приостановлением автономии Северной Ирландии должность Первого министра осталавась вакантной.
3. ↑  Робинсон занял должность Первого министра Северной Ирландии 5 июня 2008 года после ухода Пейсли из политики.
4. ↑  Фостер заняла должность Первого министра Северной Ирландии 11 января 2016 года после отставки Робинсон.
5. ↑  Гиван занял должность Первого министра Северной Ирландии 8 июня 2021 после отставки Фостер из-за разногласий в партии по вопросу Брекзита.

## Региональные и местные выборы
На местных выборах избираются члены совета, образующие местные администрации. Существует несколько уровней местных советов: региональные, окружные, районные/городские и общинные. На местных выборах используются различные системы голосования. В Северной Ирландии и Шотландии используется система единого передаваемого голоса, тогда как в большей части Англии и Уэльса используется система относительного большинства. Остальная часть Англии (включая все районы Лондона) и Уэльса используют систему множественного голосования без права передачи голоса, за исключением выборов мэра и Ассамблеи Администрации Большого Лондона.
Единственный регион Англии, в котором есть напрямую избираемая администрация, — это Лондон. Выборы Лондонской ассамблеи проводятся с 2000 года. Для выборов членов ассамблеи используется смешанную избирательную систему, при которой большая часть депутатов избирается по одномандатным округам, а оставшиеся избираются по спискам как «дополнительные члены». Мэр избирается по системе дополнительного голоса.
Местные выборы проводятся ежегодно обычно в первый четверг мая. В годы, когда проводятся парламентские выборы, как правило, они и местные выборы проводятся в один и тот же день. В 2004 году впервые местные выборы были проведены в тот же день, что и европейские выборы, а также выборы мэра и Ассамблеи Лондона. Этот день получил название «Суперчетверг». Подобное повторилось в 2021 году, когда выборы, запланированные на 2020 год, были перенесены на 2021 год. В результате в один день, 6 мая 2021 года, одновременно состоялись местные выборы в Англии, выборы комиссаров полиции в Англии и Уэльсе, выборы в парламенты Шотландии и Уэльса, дополнительные выборы в парламент Великобритании и выборам мэра (в частности, выборы мэров Лондона или Большого Манчестера). Этот день также был назван «Суперчетверг».
В отличие от парламентских выборов, для местных выборов не существует юридических требований относительно того, когда должен начинаться подсчёт голосов после завершения голосования. По этой причине некоторые должностные лица, отвечающие за выборы, решили оставить запечатанные урны для голосования на ночь в центральном пункте подсчёта голосов и начать подсчёт на следующий рабочий день. Тем не менее, как только подсчёт начался, он должен, насколько это практически возможно, продолжаться непрерывно с 9 утра до 7 вечера (при условии подачи напитков). Бюллетени для голосования проверяются вручную и подсчитываются вручную (за исключением выборов мэра и Ассамблеи Лондона, где используются оптические сканеры).

## Выборы комиссаров полиции
С 2012 года Англия и Уэльс голосуют за региональных комиссаров полиции. Срок полномочий комиссаров составляет четыре года, ограничений на количество сроков нет.
На выборах используется cистема дополнительного голоса: избиратели отмечают в бюллетенях двух кандидатов, одного как свой первый выбор, другого как второй. Если ни один кандидат не получает большинства голосов первого предпочтения, все, кроме двух лучших кандидатов, исключаются, а голоса второго предпочтения из бюллетеней за исключённых кандидатов прибавляются к голосам за соответствующего кандидата из двух лидирующих. В то же время в Законе о реформе полиции и социальной ответственности 2011 года указывается, что выборы могут пройти по системе относительного большинства, если есть только два кандидата.

## Выборы в Европарламент (1979—2020)
В качестве государства-члена Европейского Союза и его предшественника, Европейского сообщества, Соединённое Королевство с 1979 по 2019 год избирало депутатов Европейского парламента. Выборы проводились один раз в пять лет и были единственными общенациональными выборами, которые проводились в Соединённом Королевстве. В отличие от выборов в Палату общин, имелось два основных различия: первое заключалось в том, что право голоса имели граждане ЕС, а второе состояло в том, что это были единственные общенациональные выборы, в которых использовались формы пропорционального представительства в качестве основной избирательной системы.
Выборы в Европейский парламент проводились с 1979 года, первого года, когда парламент избирался прямым голосованием. До этого, с 1973 по 1979 годы члены Европарламента избирались национальными парламентами.
Первоначально на выборах в Европейский парламента использовалась традиционная для Великобритании мажоритарная система, которая не позволяла небольшим партиям рассчитывать получить какие-либо места. Например, на выборах 1989 года Партия зелёных получила 2 292 718 голосов (15 % голосов) и ни одного места. Акт о европейских парламентских выборах 1999 года изменил систему. Начиная с выборов 1999 года, в Великобритании (Англия, Шотландия и Уэльс) члены Европейского парламента избирались методом пропорционального представительства по системе закрытых партийных списков, места по итогам голосования распределялись между партиями с использованием метода Д’Ондта. Использование пропорционального представительства значительно увеличило представительство мелких партий. В Северной Ирландии с 1979 года использовалась система единого передаваемого голоса.
С 1979 по 1989 год Соединённое Королевство в Европарламенте представлял 81 депутат (78 из Англии, Уэльсе и Шотландии, 3 из Северной Ирландии). В соответствии с Актом о европейских парламентских выборах 1993 года это число увеличилось до 87, добавив пять мест Англии и одно Уэльсу. Число депутатов Европарламента от Соединённого Королевства было сокращено до 78 на выборах 2004 года и до 72 на выборах 2009 года, но позже увеличено до 73 и оставалось на этом уровне как на выборах 2014 года, так и на выборах 2019 года.
31 января 2020 года Соединённое Королевство покинуло Европейский Союз после 47 лет членства, и в соответствии с положениями Акта о выходе из Европейского Союза 2018 года все законы, обеспечивающие проведение европейских выборов, и должность члена Европейского парламента были отменены.
| Год  | Дата    | Победившая партия | Лидер                  | Голоса    | Голоса | Голоса | Места | Места | Явка | Явка    |
| Год  | Дата    | Победившая партия | Лидер                  | Голоса    | %      | ±п.п.  | Места | +/−   | %    | +/−п.п. |
| ---- | ------- | ----------------- | ---------------------- | --------- | ------ | ------ | ----- | ----- | ---- | ------- |
| 1979 | 7 июня  | Консерваторы      | Джеймс Скотт-Хопкинс   | 6 508 492 | 48,4   | н/д    | 60    | н/д   | 32,4 | н/д     |
| 1984 | 14 июня | Консерваторы      | Чарльз Генри Пламб     | 5 426 866 | 38,8   | ▼9,6   | 45    | ▼15   | 32,6 | ▲0,2    |
| 1989 | 15 июня | Лейбористы        | Барри Сил              | 6 153 661 | 38,7   | ▲3,9   | 45    | ▲13   | 36,4 | ▲3,8    |
| 1994 | 9 июня  | Лейбористы        | Полин Грин             | 6 753 881 | 42,6   | ▲3,9   | 62    | ▲17   | 36,4 | ▬       |
| 1999 | 10 июня | Консерваторы      | Эдвард Макмиллан-Скотт | 3 578 218 | 33,5   | ▲6,5   | 36    | ▲18   | 24,0 | ▼12,4   |
| 2004 | 10 июня | Консерваторы      | Джонатан Эванс         | 4 397 090 | 25,9   | ▼7,6   | 27    | ▼9    | 38,5 | ▲14,5   |
| 2009 | 4 июня  | Консерваторы      | Тимоти Киркхоп         | 4 281 286 | 27,4   | ▲1,0   | 26    | ▲1    | 34,7 | ▼3,8    |
| 2014 | 22 мая  | Евроскептики      | Найджел Фараж          | 4 376 635 | 26,6   | ▲10,6  | 24    | ▲11   | 35,6 | ▲0,9    |
| 2019 | 23 мая  | Евроскептики      | Найджел Фараж          | 5 248 533 | 30,5   | н/д    | 29    | н/д   | 37,2 | ▲1,4    |